# Нижнеутяшево
Нижнеутяшево (баш. Түбәнге Үтәш) — село в Белокатайском районе Республики Башкортостан Российской Федерации. Административный центр Утяшевского сельсовета.

## География

### Географическое положение
Расстояние до:
- районного центра (Новобелокатай): 7 км,
- ближайшей ж/д. станции (Ункурда): 43 км.

## История
Впервые упоминается д. Утяшевой в документах 1722 года. В 1723 году в деревне — 112 лиц мужского пола в 52 дворах. Название — от имени собственного.
Башкиры рода бала-катай обосновались здесь примерно в начале XVI века. Свидетельством этому является документы о земельном споре между крестьянами деревни Тастуба и башкирами Белокатайской волости Уфимского уезда 3 февраля 1811 года. В ходе разбирательства юртовый старшина Габайдулла Ишкинин заявил, что эта земля исконно принадлежит балакатайским башкирам, что предки их обосновались здесь ещё 300 лет тому назад.

## Население
| 2002 | 2009 | 2010 |
| ---- | ---- | ---- |
| 426  | ↗441 | ↘420 |

Согласно переписи 2002 года, преобладающая национальность — башкиры (98 %). Население в 1920 году 864 человека (168 дворов), в 1939—596, 1961—428 (100 дворов), в 1989—453, 1999—473, на 1 января 2004 года — 457 человек.

## Инфраструктура
Личное подсобное хозяйство с зоной сельскохозяйственного использования, индивидуальная застройка усадебного типа.
Основа экономики — сельское хозяйство.
Филиал МБОУ СОШ № 2 села Новый Белокатай Нижнеутяшевская ООШ, Сельский дворец культуры

## Транспорт
Деревня доступна автотранспортом по автодороге регионального значения 80К-013. Остановки общественного транспорта «Поворот на Нижнеутяшево», «Нижнеутяшево-1», «Нижнеутяшево-2».

## Религия
В селе есть мечеть.

## Известные люди
- Мурзина, Флюра Ишбулатовна (16 мая 1960) — башкирская телеведущая, диктор студии телевидения ГТРК «Башкортостан».